# Yamanaka Yukimori
Yamanaka Yukimori (山中 幸盛?; 20 settembre 1545 – 20 agosto 1578), conosciuto anche come  Yamanaka Shikanosuke (山中 鹿の介?) o Shikasuke (鹿の介?), è stato un samurai giapponese del periodo Sengoku, servitore del clan Amago della provincia di Izumo.

## Biografia
Gli Yamanaka erano servitori degli Amago e li avevano aiutati a riconquistare il castello di Gassantoda nel 1486.
Yukimori era il secondo figlio di Yamanaka Mitsuyuki (1519? -1546) e sua madre faceva parte della famiglia Tachihara.
Combattente naturale fin dall'età di 13 anni, Yukimori era nato durante la luna del raccolto. Nel 1563 Mōri Motonari penetrò nei confini di Izumo per assediare il castello, strategicamente importante, di Shiraga (vedi assedio di Shiraga). Yukimori fu inviato a difenderlo con 200 cavalieri e, nonostante non fosse stato in grado di sbloccare l'assedio, si distinse per il coraggio durante la difesa. Ulteriori dimostrazioni delle sue abilità arrivarono nel 1565, durante l'assedio di Gassan-Toda quando i Mōri circondarono il castello, quartier generale degli Amago. Durante l'assedio, il coraggio di Yukimori si mise in mostra anche tra i Mōri, e un certo Shinagawa Daisen lo sfidò in un duello uno contro uno. Tale richiesta era in realtà abbastanza insolita in quel momento di battaglia, ma entrambi i daimyō avversari furono d'accordo, forse nella speranza di incoraggiare i loro rispettivi eserciti a lottare con maggior coraggio. Il luogo scelto per la lotta fu un isolotto di terra nel mezzo del fiume Toda, che correva poco oltre la roccaforte degli Amago.
A questo punto va detto che lo 'shika' nel titolo onorifico di Yukimori, 'Shikanosuke', può essere tradotto come cervo, poiché Yukimori indossava un elmo ornato di corna di cervo. Prima del loro duello Shinagawa derise Yukimori cambiando il proprio nome in Taraki Okaminosuke, il che tradotto significava che nel momento in cui Yukimori (il cervo / shika) avesse avuto le corna abbassate (quando mangiava la pianta di tara), Shinagawa (il lupo) lo avrebbe ucciso. Ovviamente Yukimori dimostrò di essere il migliore tra i due. Sotto lo sguardo concitato di entrambi gli eserciti, i due si affrontarono e Yukimori uccise Shinagawa con un coltello. Tagliandogli la testa, gridò: "Il cervo ha ucciso il lupo!"
L'abilità dimostrata da Yukimori comunque non fu sufficiente per salvare il castello, che si è arrese l'anno successivo. Amago Yoshihisa fu mandato in esilio e le terre degli Amago incluse ai Mōri. Per Yukimori, tuttavia, la guerra non era ancora finita. Determinato a combattere per restaurare gli Amago, fece un famoso voto prima della luna nuova, dichiarando che avrebbe accettato volentieri tutti i sette problemi e otto dolori se avessero portato la rinascita del clan Amago.
A tal fine Yamanaka riuscì a convincere Amago Katsuhisa primo cugino di Amago Haruhisa, ad abbandonare la sua veste di monaco e a tornare nelle terre del clan. Assieme i due uomini trascorsero alcuni anni impegnandosi in scontri minori contro i Mōri, cercando di riconquistare il castello di Gassan-Toda (1569). Izumo era attualmente sotto il controllo di Kikkawa Motoharu (uno dei figli di Motonari) e fu con questo generale di talento che Yukimori si scontrò. Tuttavia le forze guidate Yukimori vennero sconfitte nella battaglia di Fubeyama e la ribellione soppressa. Yukimori fuggì nella provincia di Inaba e passò i seguenti anni al fianco del clan Yamana, sempre progettando una nuova ribellione contro i Mōri.
Nel 1577 Oda Nobunaga iniziò una campagna contro i Mōri, dando così a Katsuhisa e Yukimori quella che poteva essere un'occasione d'oro la riconquista del proprio onore. Nel 1578 i due riuscirono a ottenere il sostegno un po' disinteressato di Nobunaga e fu permesso loro di unirsi alla campagna di Hashiba Hideyoshi ad Harima. In quel periodo Hideyoshi catturò il castello di Kōzuki dal clan Bessho che poco dopo perse contro gli Ukita (alleati dei Mōri). Yukimori prese parte alla riconquista di Kōzuki, e aiutò a sconfiggere Ukita Naoie quando cercò di arrivare da Bizen con rinforzi. Una volta che Kōzuki fu nelle mani degli Oda, Hideyoshi lo consegnò agli Amago.

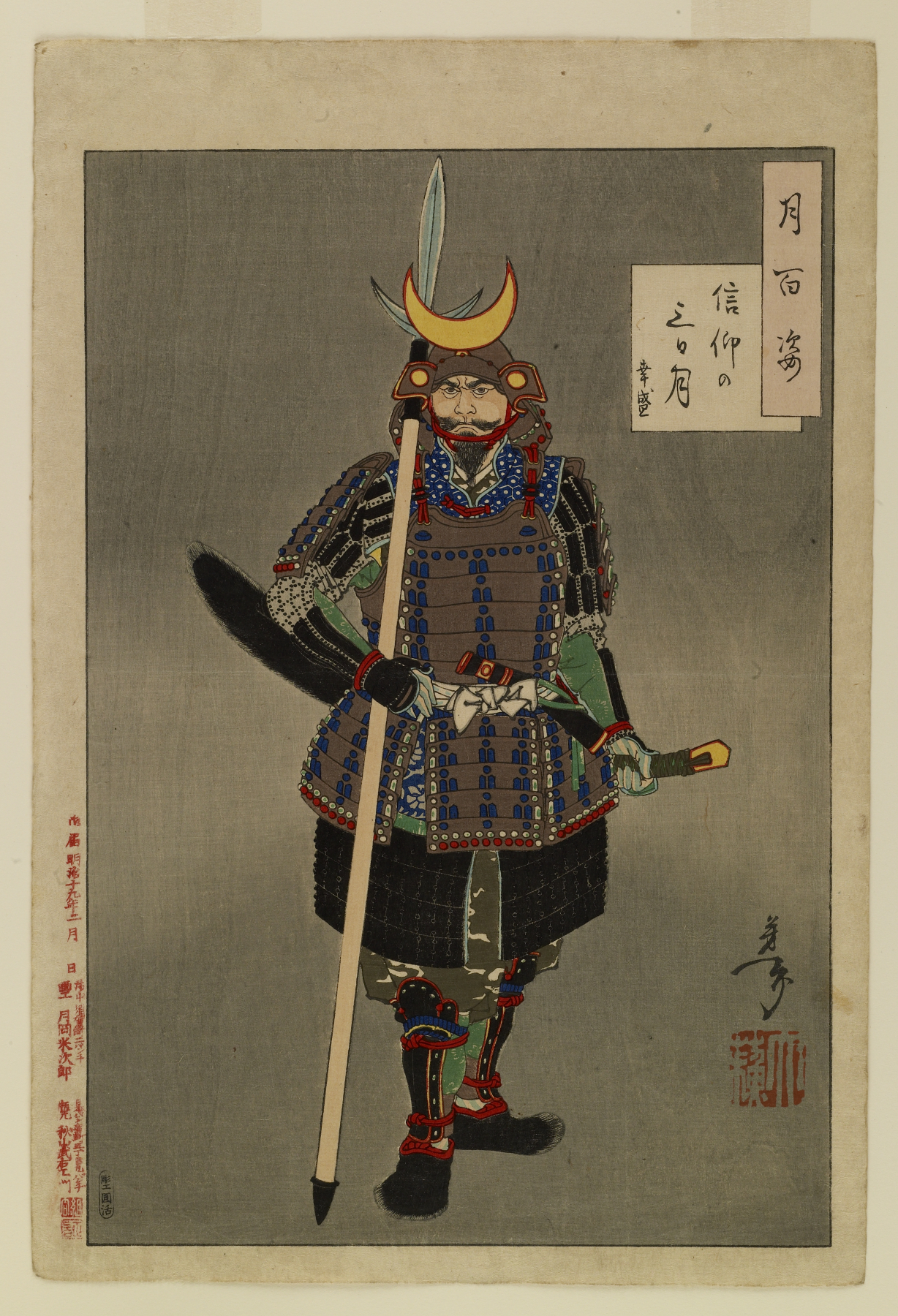
Ritratto di Yukimori, 1886

Sfortunatamente un esercito Mōri di 30.000 uomini era appena arrivato dalle province occidentali per portare aiuto agli Ukita, e questa grande armata circondò il castello di Kōzuki. Hideyoshi in quel periodo era coinvolto nell'assedio del castello di Miki ma inviò una parte del suo esercito di rinforzo, operazione che venne comunque bloccata quando Nobunaga ordinò di abbandonare Kōzuki al suo destino.
Soverchiati numericamente e abbandonati dai loro alleati, gli Amago si arresero durante l'assedio. Katsuhisa commise seppuku ma Yukimori fu catturato e gli fu offerta la concessione di un piccolo feudo nell'estremo occidente della provincia. Yukimori in realtà accettò il feudo ma il suo vecchio nemico Kikkawa Motoharu non volendo correre rischi futuri lo fece assassinare a Takahashi nella provincia di Bitchū. La testa fu esposta per un certo periodo nella città portuale di Tomonoura.
Guerriero coraggioso e noto per la sua abilità nelle armi, Yukimori viene spesso paragonato a un Kusunoki Masashige del XVI° secolo, quale rappresentante di lealtà e devozione ai propri signori. La sua resa a Kōzuki offuscò leggermente la sua storia, ma toglie poco alla gloriosa storia del "samurai della falce di luna".